# Мігрін Михайло Михайлович
Михайло Михайлович Мігрін (нар. 15 квітня 1941, Вінниця) — український живописець, скульптор. Член Національної СХУ (1992).

## Біографія
Михайло Мігрін народився 15 квітня 1941 року у місті Вінниці.
У 1978 році закінчив Московське вище художнє-промислове училище (нині Московська художньо-промислова академія імені С. Г. Строганова), відділення монументально-декоративного живопису, викладач В. Ф. Бордіченко.
Працює в галузі станкового живопису та скульптури. Митець звертається до духовної та культурної спадщини минулого. Творчість Мігріна пронизує пантеїзм у сприйнятті життя.
У його роботах висвітлені вічні загальнолюдські теми: кохання та страждання, радощі в бутті і смерті. Картини наповнені складною оповідністю, здійснені модерними способами малярної манери.
Михайло Мігрін член Вінницької обласної організації Національної спілки художників України.

## Твори
- «Скорбота», «Захист» (1980),
- «Їхав козак на війноньку», «Прощання» (1995),
- «Корабель», «Пам'ять» (2006), «Погляд» (2007).

Деякі роботи зберігаються у Вінницькому обласному художньому і краєзнавчому музеях.
У 2013 році Мігрін передав колекцію своїх творів до Музею історії міста Кам'янського, в цьому місті деякий час художник мешкав.

## Виставки
Учасник обласних, всеукраїнських, всесоюзних, мистецьких виставок від 1978 року.
Персональні виставки відбулися у Дніпропетровську (нині Дніпро, 1976, 1988), Дніпродзержинську (нині Кам'янське Дніпропетровська обл., 1989, 1995–96, 2013), Києві (1990), Вінниці (1993, 2003, 2007, 2011, 2016).
У 2016 році до 75-ліття з дня народження відкрилася виставка виставка малярства майстра «Думки гуртом і в роздріб» у великів виставковій залі Вінницького обласного краєзнавчого музею. На виставці автор представив 80 картин, виконаних протягом 2000-х років, які поєднані філософською тематикою. Твори, представлені в експозиції, художник передав у дар Вінницькому обласному краєзнавчому музею і музейному фонду Вінницької області.
Мігрін також є учасником історико-мистецьких проектів «Січові стрільці», «Шляхами соборності України від Козаччини до Помаранчевої революції», які були здійснені спільно з Вінницьким обласним краєзнавчим музеєм.